# Los grandes cementerios bajo la luna
Los grandes cementerios bajo la luna (en francés: Les Grands Cimetières sous la lune) es un libro del escritor francés Georges Bernanos, publicado en 1938, en el que denunciaba enégicamente la represión franquista  durante la guerra civil española. No fue publicado en España hasta 1986, con una versión previa, en lengua catalana, editada en Barcelona en 1981.
«Témoignage d'un homme libre» (“Testimonio de un hombre libre"), Los grandes cementerios bajo la luna es la segunda obra de Bernanos como panfletista, después de La Grande Peur des bien-pensants (El gran miedo del bienpensante, 1931). El ensayo se publicó por primera vez en forma de artículos periódicos en Sept (revista dominicana muy abierta a la autonomía de los laicos en relación con la Iglesia ), a la que sucedió Temps Presente.
El folleto consumó definitivamente la ruptura con la Action Française iniciada seis años antes.

## La obra
Bernanos, entonces en grandes dificultades económicas, partió hacia Palma de Mallorca en octubre de 1934 «porque allí la vida era más barata y el pescado por nada». En julio de 1936, sintió inicialmente admiración por el levantamiento franquista, en particular por el clero que, al inicio del conflicto, fue masacrado por los republicanos. Su casa en El Terreno se convirtió en sede de la oficina de prensa de la Falange Española. Su hijo Yves fue un precoz militante falangista, integrado en la escuadra que dirigía Néstor Gallego. Yves llegaría a combatir junto a los falangistas en el frente de Porto Cristo (agosto-septiembre de 1936) contra el desembarco republicano. De hecho, el propio Georges Bernanos mantenía una relación cordial con el jefe territorial de la Falange mallorquina, Alfonso de Zayas y de Bobadilla. Sin embargo, no pasaría mucho tiempo antes de que abandonara esa posición. Porque poco a poco, ante la cadena de barbarie que se apoderó de franquistas y republicanos, disgustado por la actitud cómplice del clero español  y las reacciones intelectualizadoras procedentes de Francia, Georges Bernanos cambió de opinión.Escribió: «Mis ilusiones sobre la empresa del general Franco no duraron mucho -dos o tres semanas- pero mientras duraron me esforcé concienzudamente por superar el disgusto que me causaban algunos de sus hombres y medios». En enero de 1937, mencionó la detención por parte de los franquistas de «pobres tipos simplemente sospechosos de tener poco entusiasmo por el movimiento [...] Los otros camiones traían el ganado. Los desgraciados descendieron teniendo a su derecha el muro expiatorio acribillado de sangre, y a su izquierda los cadáveres en llamas. El vil obispo de Mallorca permite que todo esto suceda.»Bernanos escribió sobre los Dragones de la muerte, una fuerza bien armada de jóvenes combatientes mallorquines que habían sido creada por Arconovaldo Bonaccorsi y que tuvieron un buen desempeño en la batalla de Porto Cristo (Manacor), pero que luego fueron responsables de muchos asesinatos. Según el informe de Bernanos, un testigo ocular, Bonaccorsi "estaba muy presente en todas las manifestaciones religiosas" y "normalmente contaba con el apoyo de un capellán que era recogido en el lugar, con pantalones militares y botas altas, una cruz blanca en el pecho y pistolas en el cinturón".
Luego escribió Les Grands Cimetières sous la lune  afirmando haber iniciado esta obra cuasi expiatoria viendo pasar en camiones a prisioneros condenados a muerte que sólo sabían que iban a morir.: « Me llamó la atención la imposibilidad que tienen los pobres de comprender el terrible juego en el que están involucradas sus vidas. [...] Y luego, no puedo decir qué admiración me inspiró el coraje, la dignidad con la que vi morir a estas desafortunadas personas.» Si bien fue educado en el horror de los acontecimientos franceses de 1793, Bernanos no comprende la actitud cómplice de quienes se dan la apariencia de ser buenas personas. Mientras aún residía en Palma de Mallorca, Franco puso precio a su cabeza.
Bernanos denuncia en primer lugar la omnipotencia de los «imbéciles» y de los «bienhechores», la «resignación» pequeñoburguesa, la idolatría del orden establecido y el «innoble prestigio del dinero», el absurdo de la política y las divisiones ideológicas, la guerra como pudridero, el «patriotismo tonto» de Paul Déroulède y Paul Claudel, y apela al honor de los hombres. 
También denuncia con tristeza esta espiral de guerra que encierra a los individuos en reacciones colectivas de las que ya no son dueños. Y a los que hablan de guerra santa, les responde: «No es con Hoche o Kléber, es con Fouquier-Tinville y Marat con quienes brindaste». El libro provocó un escándalo en Francia cuando fue publicado por Plon.
Bernanos escribió una primera versión de este texto durante su estancia en Mallorca, entre mayo de 1936 y abril de 1937, pero luego extravió el documento al abandonar la isla el 27 de marzo de 1937. De regreso a Francia, escribió una segunda versión, entre mayo de 1937 y abril de 1938 . Publicada en 1938, la obra tuvo un éxito considerable y la primera edición se agotó en 15 días.
Según el historiador Antony Beevor, la publicación del libro en 1938, "que describía el terror nacionalista en Mallorca, fortaleció en gran medida la reacción católica liberal contra el apoyo oficial de la Iglesia a Franco".  Escribiendo en 1938, Richard Rees lo nombró, junto con Homenaje a Cataluña de George Orwell y Life and Death of a Spanish Town (Vida y muerte de un pueblo español) de Elliot Paul, entre "los únicos libros sobre España de los que se puede decir que fueron escritos por personas con mentes libres (es decir, fundamentalmente honestas, aunque a menudo equivocadas)". 

## Reacciones
- Eugenio Pacelli comentó el libro en 1938 diciendo: Cela brûle, mais cela éclaire (“Arde, pero purifica”).[26] Bernanos estaba convencido de que el Papa Pío XI. impidió personalmente que se le incluyera en el “Índice”, contrariamente a los esfuerzos de los obispos españoles.[27]
- Extracto de la carta de la filósofa Simone Weil, comprometida con los republicanos, a Georges Bernanos:[28]

Partimos como voluntarios, con ideas de sacrificio, y nos encontramos en una guerra que se parece a una guerra mercenaria, con mucha más crueldad y menos sentido de consideración hacia el enemigo. Podría seguir y seguir con estos pensamientos, pero tengo que limitarme. Desde que estoy en España, desde que he oído y leído toda clase de consideraciones sobre España, no puedo nombrar a nadie, excepto a usted solo, que, que yo sepa, se haya bañado en la atmósfera de la guerra española y la haya resistido. Eres un realista, un discípulo de Drumont  Estás más cerca de mí, sin comparación, que mis compañeros de las milicias de Aragón. Lo que usted dice sobre el nacionalismo, la guerra, la política exterior francesa después de la guerra también me llegó al corazón. Tenía diez años cuando se firmó el Tratado de Versalles. Hasta entonces había sido un patriota con toda la emoción de los niños en tiempos de guerra. El deseo de humillar al enemigo derrotado, que en aquella época (y en los años siguientes) se desbordaba de manera tan repugnante por todas partes, me curó de una vez por todas de ese patriotismo ingenuo.

- Albert Camus en Alger républicain:[29]

Bernanos es un escritor que fue traicionado dos veces. Si la derecha lo repudia por escribir que los asesinos de Franco le dan asco, los partidos de izquierda lo aclaman cuando él no quiere ser aclamado por ellos. Debemos respetar al hombre en su totalidad y no intentar anexionarlo.

- Emmanuel Mounier define el panfleto de Bernanos como «el libro de un profeta».[30]
- Wolfgang Matz escribió sobre la obra: «Sin exagerar, este libro será considerado un documento raro capaz de salvar el honor de los intelectuales europeos en aquellos tiempos oscuros. Pocas veces un autor ha atacado su propio bando de una manera tan directa y sin adornos. [...] Más allá de su poder intelectual y moral, la importancia del libro reside en la destrucción de frentes ideológicos.»[31]

## Legado
- La novela No llorar, de Lydie Salvayre, ganadora del Premio Goncourt en 2014, está basada en los recuerdos de la madre del autor y se desarrolla durante la guerra civil española. A lo largo de la obraa se citan extractos de Los grandes cementerios bajo la luna que sirven como marca de agua. La evolución del pensamiento de Bernanos es paralela a la de los personajes de la novela.[32]